# Giusto de' Menabuoi

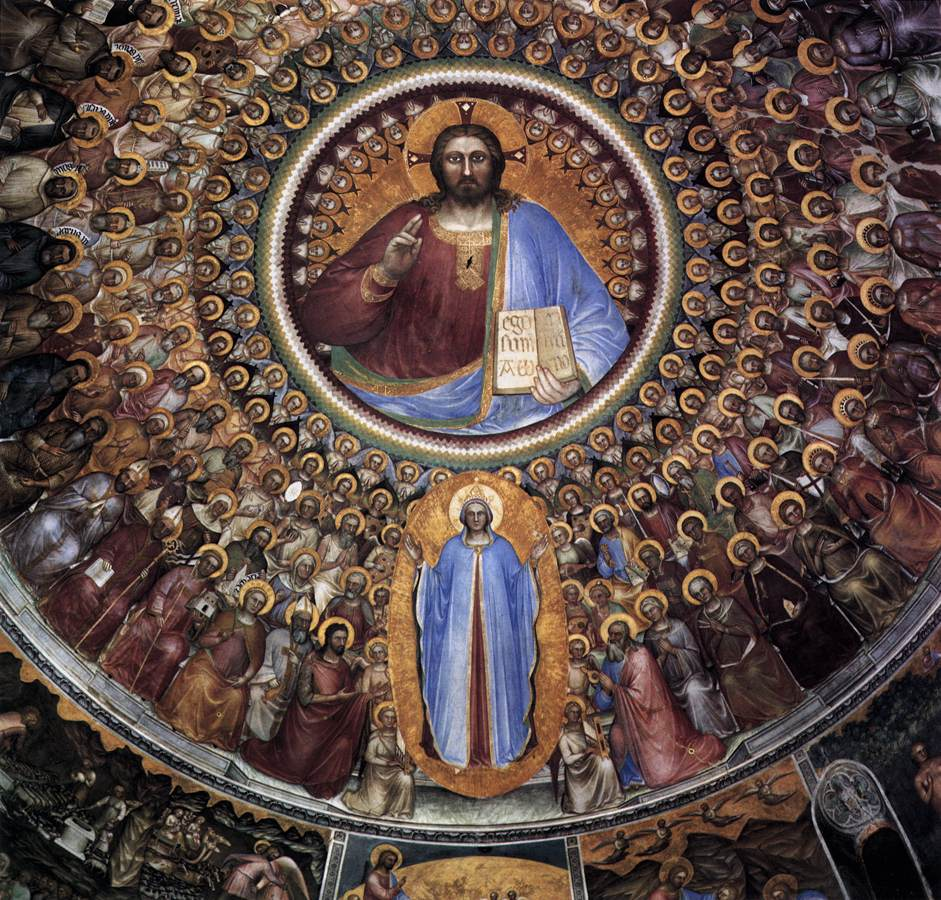
Paraíso, cúpula do batistério da Catedral de Pádua

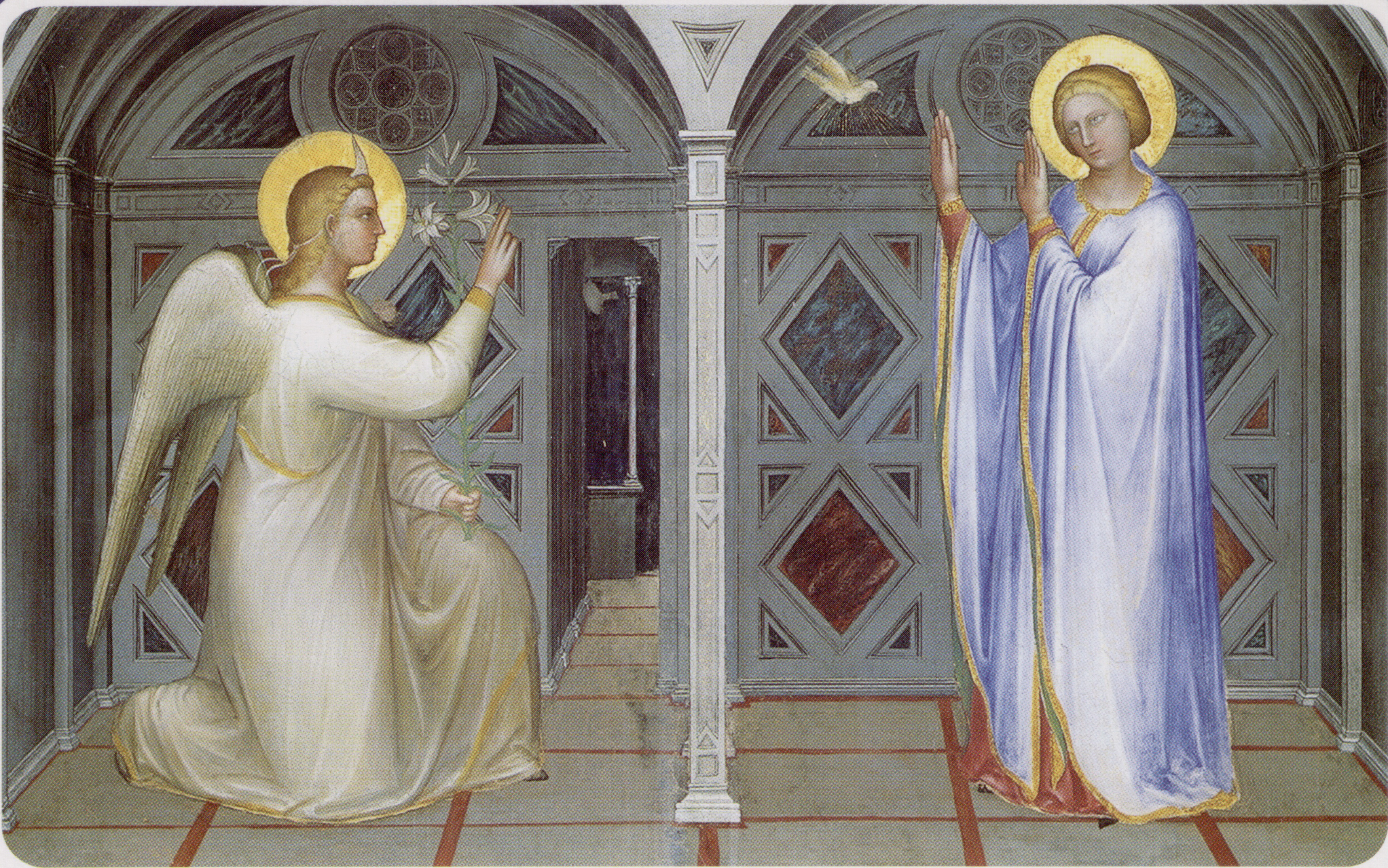
Anunciação, 1376, Batistério de Pádua, Itália

Giusto de' Menabuoi (1330 — 1390), ou simplesmente Giusto, foi um pintor italiano do começo do Renascimento. Nasceu em Florença e possivelmente estudou com Bernardo Daddi ou Maso Di Banco, sob a influência artística de Giotto. Na Lombardia, executou o afresco da Última Ceia, na Abadia de Viboldone, Milão. Depois, se mudou para Pádua, onde completou os afrescos da Igreja de Eremitani, da Basílica de Santo Antonio de Pádua e, mais importante, o batistério da Catedral de Pádua, em 1376. Morreu também em Pádua. 